# 圖翁巴區政府
圖翁巴區（英語：Toowoomba Region）為澳大利亞昆士蘭州的地方政府，位於州內的達令平原；2008年設立於州內東南部，由8個地方政府合併而成，轄境有12,973平方公里；所統籌的政府預算有澳幣1.62億。

## 區議會
區議會由10名議員和1位區長所組成，皆經由投票直選。